# Contea di Lincoln (Missouri)
La contea di Lincoln in inglese Lincoln County è una contea dello Stato del Missouri, negli Stati Uniti. La popolazione al censimento del 2000 era di 38 944 abitanti. Il capoluogo di contea è Troy